# 布里尼亚斯
布里尼亚斯，是西班牙拉里奥哈自治区的一个市镇。总面积2平方公里，当地人口为187 人（INE 2024），人口密度93人/平方公里。